# Sarriés
Sarriés en espagnol ou Sartze en basque, est une municipalité de la communauté forale de Navarre, dans le Nord de l'Espagne, dans la mérindade de Sangüesa.
Elle est située dans la zone linguistique mixte de la province, dans la vallée de Salazar et à 76 km de sa capitale, Pampelune. Le secrétaire de mairie est aussi celui de Esparza de Salazar, Gallués et Güesa.

## Démographie
| Évolution démographique                                 | Évolution démographique | Évolution démographique | Évolution démographique | Évolution démographique | Évolution démographique | Évolution démographique | Évolution démographique | Évolution démographique | Évolution démographique | Évolution démographique |
| 1996                                                    | 1998                    | 1999                    | 2000                    | 2001                    | 2002                    | 2003                    | 2004                    | 2005                    | 2006                    | 2007                    |
| ------------------------------------------------------- | ----------------------- | ----------------------- | ----------------------- | ----------------------- | ----------------------- | ----------------------- | ----------------------- | ----------------------- | ----------------------- | ----------------------- |
| 84                                                      | 83                      | 79                      | 77                      | 76                      | 75                      | 78                      | 79                      | 81                      | 78                      | 70                      |
| Sources: Sarriés et instituto de estadística de navarra |                         |                         |                         |                         |                         |                         |                         |                         |                         |                         |

La municipalité se compose des villages suivants:
| Nom village | Pop. (2006) |
| ----------- | ----------- |
| Ibilcieta   | 36          |
| Sarriés     | 42          |

### Sources
- (es) Cet article est partiellement ou en totalité issu de l’article de Wikipédia en espagnol intitulé « Sarriés » (voir la liste des auteurs).